# La notte del Corvo
La notte del Corvo (titolo originale Nightchild) è un romanzo fantasy del 2001 dello scrittore britannico James Barclay, terzo e conclusivo romanzo della serie intitolata Le cronache del Corvo (Chronicles of The Raven).
Le vicende narrate ne La notte del Corvo sono il preludio per la successiva trilogia di James Barclay intitolata Legends of the Raven (Leggende del Corvo).

## Trama
Il continente di Balaia è colpito da continue distruzioni: maremoti, terremoti ed uragani e tutta questa devastazione ha origine in Lyanna, una bimba di 5 anni, figlia di Erienne e di Denser.
Lyanna ha il dono dell'Unica Via che può distruggere il potere della magia dei quattro college, ed inconsapevolmente può distruggere anche tutta Balaia.
Erienne aveva portato la figlia a Dordover per sviluppare le sue potenzialità magiche, ma il risultato era stato lo scatenamento del potere distruttivo in Lyanna, perché la conoscenza dei maghi di Dordover era troppo limitata per poter gestire il talento unico di Lyanna. 
Poco prima che Vuldaroq, Lord della Torre di Dordover, intervenisse per sopprimere la minaccia rappresentata da Lyanna, Erienne, intuendo il pericolo, aveva deciso di fuggire con la figlia, aiutata da due elfi, Ren'erei e Tryuun.

## Personaggi

### Il Corvo
- Hirad Coldheart, detto il Barbaro - guerriero
- Thraun - guerriero mutaforma
- Il Guerriero Ignoto
- Ilkar - elfo e mago Julatsiano
- Denser - mago xeteskiano
- Erienne - maga dordoveriana

### Xetesk
- Dystran - Lord della Montagna
- Sytkan - Mago
- Aeb - Protettore

### Lystern
- Heryst - Lord e mago anziano
- Ry Darrick - generale della cavalleria

### Dordover
- Vuldaroq - Lord della Torre
- Lyanna - figlia di Erienne e Denser

### LeAl-Drechar
- Ephemere
- Cleress
- Myriell
- Aviana

### I Kaan
- Sha-Kaan - Great Kaan
- Hyn-Kaan
- Nos-Kaan

### Altri personaggi
- Ren'erei - elfa, della Corporazione di Drech
- Tryuun - elfo, della Corporazione di Drech
- Jasto Arlen - conte di Arlen
- Selik - Capitano della Ali Nere
- Jevin - Capitano del Sole di Calaia

## Edizioni
- James Barclay, La notte del Corvo, Editrice Nord, 2012, ISBN 88-429-1941-1.